# Pokolec turkusowy
Pokolec turkusowy (Acanthurus coeruleus) – ryba morska z rodziny pokolcowatych. Spotykana w akwariach morskich. Poławiane lokalnie jako ryba konsumpcyjna.

## Zasięg występowania
Rafy koralowe zachodniego Atlantyku, na głębokościach 2 – 40 m. 

## Charakterystyka
Młode ryby mają żółte ubarwienie z wiekiem przechodzące w niebieskie. Tworzą małe grupy. Żywią się algami.
Dorasta do 39 cm długości.